# Cytisus commutatus
Espèce
Classification phylogénétique
Synonymes
- Cytisogenista commutata (Willk.) Rothm.[1]
- Cytisus ingramii Blakelock[1]
- Sarothamnus commutatus Willk.[1]

Cytisus commutatus est une espèce de plantes à fleurs de la famille des Fabaceae et du genre Cytisus. C'est un arbuste endémique du nord de l'Espagne.

## Description
Cytisus commutatus est un arbuste de 2,5 m de haut, ramifié à partir de la base, aux rameaux alternés de section polygonale, traversé par 5 nervures approximativement semi-cylindriques qui laissent apparaître au moins 3 vallées intercostales, poilues lorsqu'elles sont jeunes et glabrescentes plus tard. Les poils sont droits et appliqués dans les plaines près de la mer et les poils sont bouclés et petits dans les vallées. Les feuilles ont des stipules différenciées, pétiolulées, toutes unifoliolées, solitaires dans les macroblastes (pousses longues) et groupées dans les brachyblastes (pousses courtes à croissance limitée). L'organe stipulé est traversé par deux nervures de tige, émarginés à la vieillesse. La limbe est elliptique ou oblancéolée,  argentée sur la face inférieure quand la plante est jeune, glabre ou glabrescent sur le dessus, et a des pétiole de 3 à 5 mm.
Les fleurs axillaires sont solitaires ou géminées, disposées dans les stipules des tiges de l'année précédente, dépourvues de nectar. Le pédicelle mesure de 4 à 12 mm, a trois bractéoles triangulaires jusqu'à 0,7 mm, situées dans la moitié supérieure du pédicelle, parfois près du calice. Le calice campanulé mesure de 6 à 10 mm, bilabié, velouté (couvert de poils longs, denses, droits, doux), parfois glabrescent dans la moitié inférieure, divisé jusqu'à la moitié de sa longueur, composé d'un tube de 5 mm, d'une lèvre supérieure de 3 à 6 mm et une lèvre inférieure de 4 à 6 mm, un peu plus grande que la supérieure, avec des dents de 0,7 à 1,5 mm, la dent centrale étant un peu plus grande que les latérales. La corolle est jaune, et parfois la bannière de couleur crème (chez les plantes galiciennes).
Cytisus commutatus fleurit de mars à mai. Le fruit polysperme mesure de 30 à 45 mm de long et de 8 à 12 mm de large, de section étroitement elliptique, quelque peu stipité, aplati, poilu, avec des poils appliqués d'environ 0,5 mm et patent ou dressé-patent, avec 1 à 13 graines perceptible de l'extérieur. Ces graines, plus ou moins ovoïdes, mesurent jusqu'à 4 mm et sont brunes ou parfois un peu verdâtres, sans taches.

## Répartition
Cytisus commutatus est endémique du nord de l'Espagne.
La plante pousse dans les falaises, les landes, les ajoncs, les clairières de chênes verts ou les chênaies, entre le niveau de la mer et 1 000 m d'altitude.

## Parasites
Cytisus commutatus a pour parasite les insectes Gonioctena olivacea, Orthotylus virescens, Platycranus longicornis.